# Surcuolm

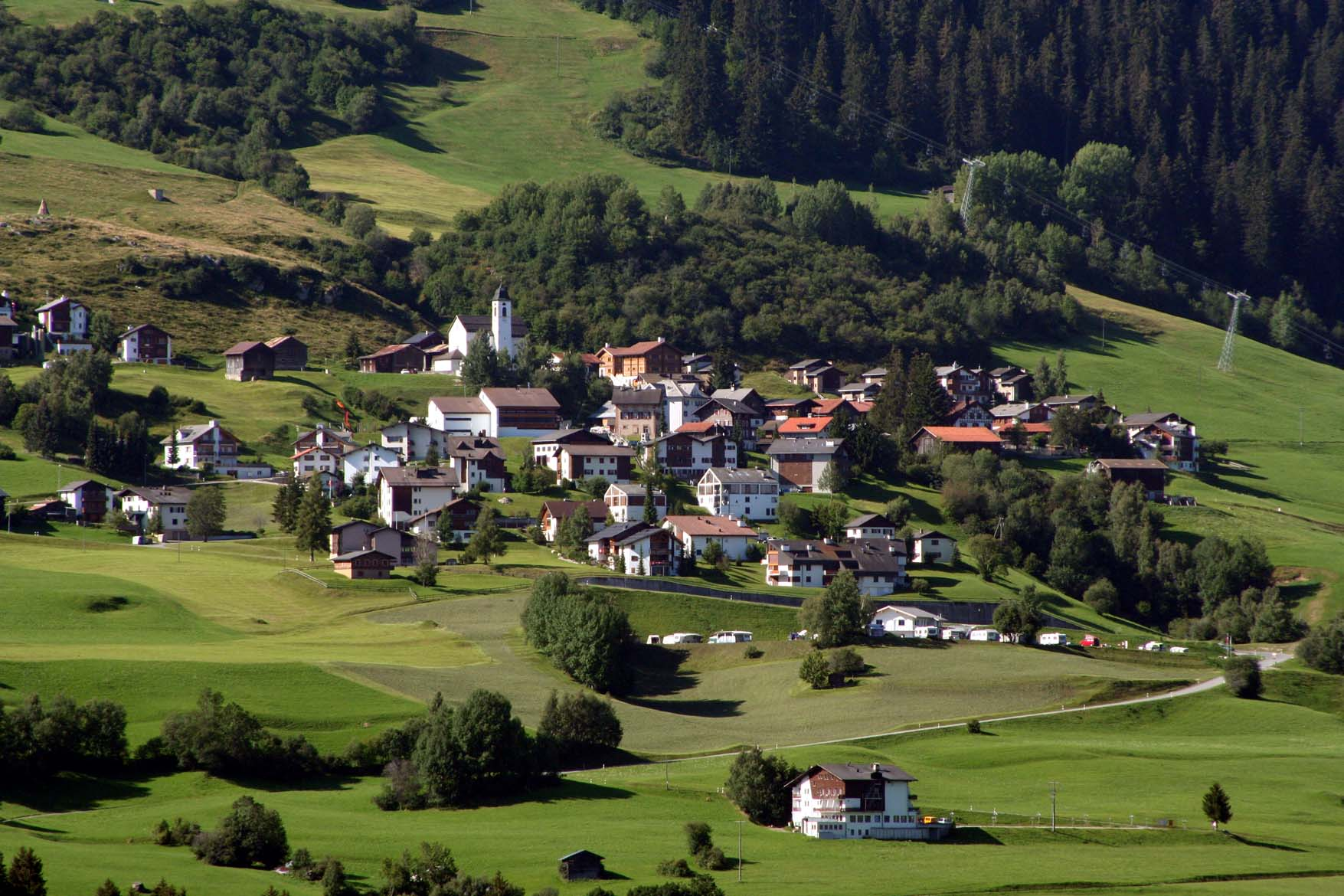
Surcuolm.

Surcuolm (oficialmente hasta 1943 Neukirch bei Ilanz) es una comuna suiza del cantón de los Grisones, situada en el distrito de Surselva, círculo de Lumnezia/Lugnez. Limita al norte con las comunas de Obersaxen y Flond, al este con Luven, al sur con Morissen y Vella, y al oeste con Obersaxen.